# شاه مكان سفر (زاز الشرقي)
شاه مكان سفر (بالفارسية: شاه مکان صفر) هي قرية تقع في إيران في قسم زاز الشرقي الریفي. يقدر عدد سكانها بـ 173 نسمة بحسب إحصاء 2016.